# Arachnothera flavigaster
Il mangiaragni orecchiegialle maggiore (Arachnothera flavigaster (Eyton, 1839)) è un uccello della famiglia Nectariniidae, diffuso nel sud-est asiatico.

## Descrizione
Con i suoi 45 g di peso A. flavigaster è la specie più grande della famiglia Nectariniidae.

## Distribuzione e habitat
Questa specie è presente in Brunei, Indonesia, Malaysia, Singapore, Thailandia e Vietnam.